# Acodontaster
Acodontaster is een geslacht van zeesterren uit de familie Odontasteridae.

## Soorten
- Acodontaster capitatus (Koehler, 1912)
- Acodontaster conspicuus (Koehler, 1920)
- Acodontaster elongatus (Sladen, 1889)
- Acodontaster hodgsoni (Bell, 1908)
- Acodontaster marginatus (Koehler, 1912)